# Tour CMA CGM

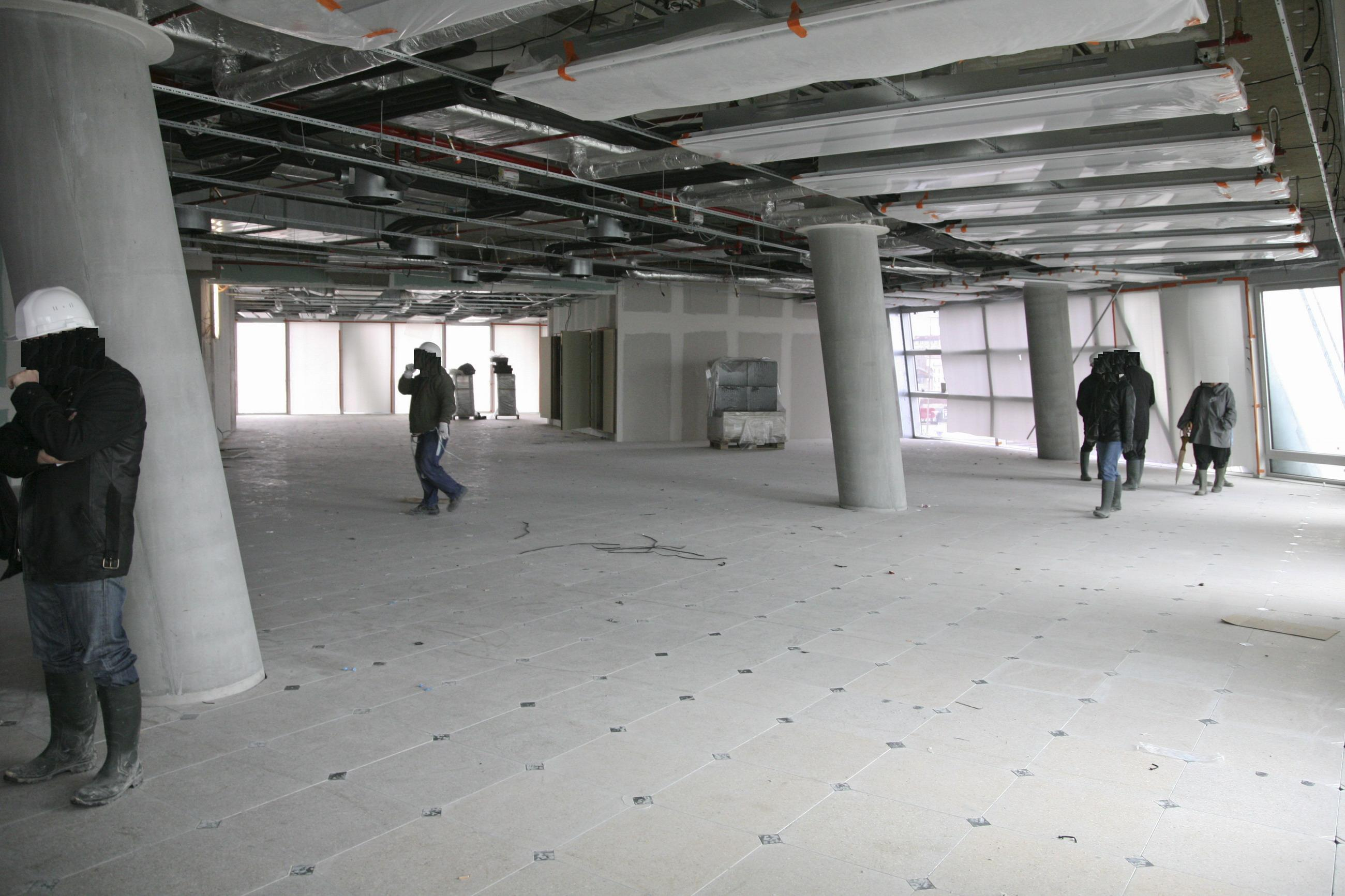
Interior de una de las plantas de la torre, aún en construcción.

La Tour CMA CGM es un rascacielos situado en Marsella, Francia. Ubicada en el distrito financiero Euroméditerranée y en el barrio de Arenc, dentro del Distrito II, esta torre, diseñada por la arquitecta Zaha Hadid en estilo deconstructivista, alberga la sede social de CMA CGM, el cuarto armador mundial de transporte marítimo en contenedores.
Con una altura de 145 m, es el edificio más alto de Marsella y el tercero más alto de Francia fuera de París tras la Tour Incity (202 m) y la Tour Part-Dieu (165 m), ambas situadas en Lyon. Alberga a dos mil setecientos empleados de CMA CGM, repartidos previamente en siete lugares diferentes.
Los movimientos de tierra, los cimientos y la estructura fueron encargados a la empresa Grands Travaux de Marseille (GTM). La torre consta de un edificio anexo que contiene plantas técnicas, un estacionamiento subterráneo de cinco plantas, un restaurante de empresa y salas informáticas.

## Contexto
La construcción de la Tour CMA CGM fue resultado del proyecto Euroméditerranée, que se proponía reestructurar completamente varios barrios contiguos al puerto de Marsella. Este edificio constituyó la primera gran realización en los terrenos de Euroméditerranée y fue considerado por los medios de comunicación como el «nuevo faro» de la ciudad.
Su construcción fue motivada por el antiguo presidente-director general de CMA CGM, Jacques Saadé, porque la empresa no tenía suficiente espacio en sus antiguas oficinas, situadas en un edificio contiguo a la torre, que sería vendido al consejo departamental de Bocas del Ródano. El edificio se encuentra en el corazón del futuro distrito financiero de Marsella, donde en 2018 se inauguraron otras torres e instalaciones, incluida La Marseillaise.
La torre está servida por la estación Arenc Le Silo del tranvía de Marsella (líneas 2 y 3). El 3 de febrero de 2014 abrió sus puertas una estación de SNCF situada a los pies de la torre, llamada Euroméditerranée-Arenc.

## Construcción
Las obras de la torre empezaron en julio de 2006. Los cimientos se completaron en marzo de 2007, y el 23 de marzo de ese mismo año se realizó la ceremonia de colocación de la primera piedra. El núcleo alcanzó la última planta, la 33, a finales de junio de 2008. En octubre de 2008 se completaron las obras de hormigón, en mayo de 2009 las fachadas exteriores y en agosto de 2009 los revestimientos.

## Descripción
La torre tiene 145 m de altura. A petición del alcalde de Marsella, Jean-Claude Gaudin, la torre no supera la altura de la basílica de Notre-Dame de la Garde, símbolo de la ciudad desde 1864, que domina su paisaje urbano con sus 154 m. Tiene 75 m de anchura en su dimensión más grande, y 33 plantas de gran altura (2.80 m bajo el techo). Su superficie útil es de 64 000 m² y tiene capacidad para dos mil setecientos trabajadores. Cuenta con trece ascensores, diez de los cuales son de gran velocidad (7 m/s o 25.2 km/h), y cinco niveles de aparcamiento, con capacidad para setecientos setenta automóviles y doscientas motos.
El edificio tiene un total de 53 000 m² de superficie acristalada; en su construcción se usaron 65 000 m³ de hormigón, con un peso de unas 168 000 toneladas. La estructura de la torre está compuesta por 1172 pilares de hormigón. En su construcción también se usaron 6000 toneladas de acero y se movieron 100 000 m³ de tierras. El coste total de su construcción fue de cerca de 300 millones de euros.
Todos los pilares tienen diferentes inclinaciones, y el hormigón que los compone fue diseñado especialmente para la estructura de esta torre, ya que debía soportar restricciones específicas debidas a las decisiones arquitectónicas y al emplazamiento del edificio. Además, la estructura debía resistir vientos superiores a 200 km/h.

## Instalaciones
La torre tiene capacidad para dos mil setecientos puestos de trabajo, un restaurante de empresa con ochocientas plazas y un auditorio con ciento noventa plazas. El edificio contiene también un museo marítimo, un gimnasio y salas de formación. Originalmente, se anunció que en la planta más alta se instalaría un restaurante panorámico abierto al público, pero finalmente, oficialmente por razones de espacio, esta idea fue abandonada. Estaba previsto que el vestíbulo de la torre albergara el acuario privado más grande de Europa, un deseo de Jacques Saadé debido a su pasión por la acuariofilia, pero finalmente no se realizó debido a precauciones técnicas.
Una gran parte de los espacios interiores de la torre y de su anexo fueron diseñados por el propio Jacques Saadé, en colaboración con la arquitecta Zaha Hadid. Saadé mostró a lo largo de la realización del proyecto que estaba muy apegado a la construcción del edificio.
Algunas obras de arte notables forman parte de la decoración interior y exterior, especialmente la escultura monumental de bronce titulada El genio del mar, del escultor Carlo Sarrabezolles, que se encuentra delante del edificio; y dos grandes paneles lacados en oro firmados por Jean Dunand, La conquista del caballo y La pesca, realizados en 1935 para decorar la sala de fumadores de primera clase del transatlántico SS Normandie, que actualmente decoran la gran sala de juntas situada en la planta 31 de la torre.
En el diseño técnico de la Tour CMA CGM no se tuvo en cuenta ningún estándar de alta calidad medioambiental. En efecto, el estudio londinense Arup no integró ningún criterio particular en materia de eficiencia energética en el diseño técnico de esta torre, salvo la simple aplicación de la reglamentación térmica de 2000, gracias al concurso de los ingenieros térmicos del estudio COPLAN (NICE), a los que Arup subcontrató la redacción de los documentos técnicos así como la adaptación a las reglamentaciones francesas. Por tanto, es impropio hablar de «alta calidad medioambiental» en el caso de la Tour CMA CGM, ya que, como la fecha de depósito de su permiso de construcción fue anterior al 1 de septiembre de 2006, no se aplicó la reglamentación térmica de 2005, que fue en la que se introdujo este concepto en Francia.